# جورج تود
جورج تود (بالإنجليزية: George Tod)‏ هو قاضي ومحامي وسياسي أمريكي، ولد في 11 ديسمبر 1773 في الولايات المتحدة، وتوفي في 11 أبريل 1841. انتخب Supreme Court of Ohio ‏.